# Perseguição em Lyon

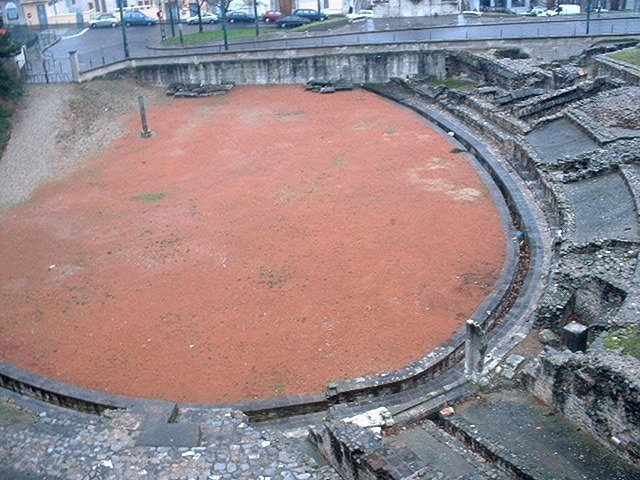
Anfiteatro dos Três Gauleses, em Lyon. O poste na arena é um memorial às pessoas mortas durante esta perseguição

A perseguição em Lyon em 177 foi uma perseguição aos cristãos em Lugduno, na Gália Romana (atual Lyon, França), durante o reinado de Marco Aurélio (161-180). Um relato dessa perseguição é uma carta preservada na História Eclesiástica Eusébio, livro 5, capítulo 1. Gregório de Tours descreve a perseguição em Da Glória dos Mártires (De Gloria martyrum).

## Enredo
Lugduno era uma importante cidade romana na Gália. Fundada no rio Ródano em 43 a.C. por Lúcio Munácio Planco, serviu como capital da província romana Gália Lugdunense. O imperador Cláudio nasceu em Lugduno. A primeira comunidade cristã conhecida estabelecida em Lugduno em algum momento do século II foi liderada por um bispo chamado Potino, da Ásia Menor.
Nos dois primeiros séculos da era cristã, as autoridades romanas locais foram as principais responsáveis pelas perseguições. No segundo século, os Césares estavam em grande parte satisfeitos em tratar o Cristianismo como um problema local e deixar para seus subordinados lidar. Até o reinado do imperador Décio (249-251), a perseguição era local e esporádica. Para os governadores romanos, ser cristão era em si um ato subversivo, porque implicava uma recusa em sacrificar os deuses de Roma, incluindo o imperador deificado.

## Conta da perseguição
Em 177, vários cristãos na região de Vienne e Lyon eram gregos da Ásia. Antes do real surto de violência, os cristãos eram proibidos no mercado, no fórum, nos banhos ou em aparecer em locais públicos. Se eles aparecessem em público, estavam sujeitos a ser ridicularizados, espancados e roubados pela multidão. Os lares dos cristãos foram vandalizados. (Hist. Eccl. 5.1.5,7). Os mártires de Lyon foram acusados de "banquetes tiesteanos e relações edipianas", uma referência ao canibalismo e ao incesto.
Quanto tempo tudo isso durou não foi indicado, mas eventualmente as autoridades apreenderam os cristãos e os interrogaram no fórum em frente à população. Eles foram presos até a chegada do governador.
Segundo Eusébio (Hist. Eccl., 5.4), ainda presbítero ou ancião, Santo Irineu foi enviado com uma carta, de certos membros da Igreja de Lyon que aguardavam o martírio, ao papa Eleutério.
Quando o governador chegou a Lugduno, ele os interrogou novamente em frente à população, maltratando-os a tal ponto que Vécio Epágato, cristão e homem de alta posição social, pediu permissão para testemunhar em nome do acusado. Este pedido foi recusado e, em vez disso, o governador prendeu Vécio Epágato quando ele confessou ser cristão (5.1.9-10).
Esses cristãos sofreram tortura enquanto as autoridades continuavam apreendendo outras. Dois de seus servos pagãos foram apreendidos e, temendo tortura, acusaram falsamente os cristãos de incesto e canibalismo (Hist. Eccl., 5.1.12-13).
O que se seguiu foi a tortura dos cristãos cativos por vários meios. No final, todos foram mortos, alguns dos quais se retrataram, mas mais tarde voltaram à fé (Hist. Eccl., 5.1.45-46). 

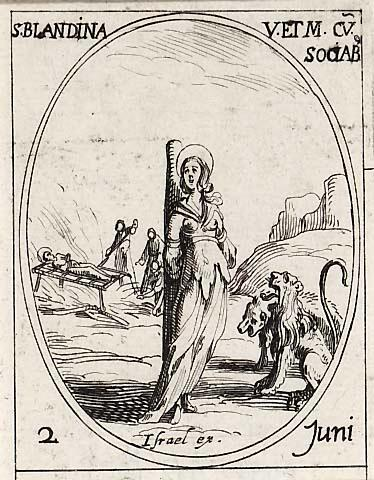
Blandina

## Mortes
Havia 48 vítimas em Lugduno, metade delas de origem grega, metade galo-romana. O idoso bispo Potino, primeiro bispo de Lugduno, foi espancado e açoitado e morreu pouco depois na prisão.
Escrava, Blandina foi submetida a extrema tortura. Ela foi inicialmente exposta, pendurada em uma estaca, para ser o alimento dos animais que soltaram sobre ela. Como nenhum dos animais naquele momento a tocou; ela foi levada de volta à prisão, antes de ser lançada em uma rede e jogada diante de um touro.
Também foram martirizados nessa época Átalo, Epipódio e Alexandre, Maturo, Pôntico, um garoto de quinze anos, e Sâncio, um diácono de Vienne.